# Куракин, Фёдор Андреевич
Князь Фёдор Андреевич Куракин (ум. 1567) — русский военный и государственный деятель, боярин и воевода в царствование Ивана Грозного,
Из княжеского рода Куракины. Сын воеводы князя Андрея Ивановича Булгакова-Кураки. Братья — воеводы и бояре князья Пётр (ум. 1575), Григорий (ум. 1595), Иван (ум. 1567) и Дмитрий (ум. 1570).

## Биография
В декабре 1534 года девятый в Государевой думе. В 1536, 1537 и 1538 годах служил первым воеводой в Туле. В 1537 году первый воевода в Пронске за городом. В июне 1539 года в войске в Коломне во главе полка левой руки. В 1540 году первый воевода Передового полка. В 1541 году отправлен во Владимир командовать передовым полком и был переведён там на должность первого воеводы полка правой руки.
В декабре 1546 года отправлен в русские города для смотра невест для великого князя. В 1547 году пожалован в бояре. Зимой 1547/1548 года был с царём Иваном Грозным и его младшим братом, князем Юрием Углицким, во Владимире. В 1548 году находился в Коломне и в возвратном государевом походе с Роботки в Нижний Новгород и Владимир первый воевода правой руки. В 1548 году командовал полком правой руки под Каширой. В 1549 году назначен первым воеводой в Муром. В 1550 году оставлен шестым для охраны Москвы во время отсутствия Государя, в Казанском походе, в мае послан на первый срок в Коломну 1-м воеводой. В сентябре 1551 года первый воевода Передового полка в походе к Полоцку.
В 1553 году, на время Коломенского похода царя оставлен третьим среди прочих бояр, окольничих и воевод охранять столицу во время государева похода от нападения крымцев на царскую семью и казну, в октябре прислан из Москвы в Нижний Новгород встретить Государя возвращающегося из Казанского похода и поздравить его с завоеванием Казанского царства. В 1555 году ходил с царём к Коломне, а оттуда — в Тулу против крымского хана Девлет-Гирея. В 1556 и 1557 годах оставался в Москве на время царского похода к Коломне против татар, сперва шестым, а после четвёртым при родном брате государя — князе Юрии Васильевиче. В марте 1559 года оставлен третьим для охраны столицы на время государева похода в Тулу против крымцев. В 1563 году наместник в Новгороде, заключил с шведскими послами перемирие на 12 лет. В 1654—1655 годах воевода в Новгороде Великом. В 1567 году оставлен первым для охраны Москвы во время отсутствия Государя в столице на время чумовой язвы, отчего и вероятно и умер.
Скончался в августе 1567 года, погребён в Новодевичьем монастыре.
Женат на Феодосии Андреевне Клепиной-Кутузовой, от брака с которой потомства не имел.